# Шлях моряка (фільм, 1930)
Шлях моряка  (англ. Way for a Sailor) — американська мелодрама режисера Сема Вуда 1930 року.

## Сюжет
Джек - моряк, який живе заради моря. Типовий моряк, він завжди розорений і був в семи в'язницях в останніх семи портах. Він пробує вразити дівчину, яка живе в Лондоні, і яку його товариші називають "Ескімо". Протягом двох років, він наближається до неї кожен раз, коли він припливає в Лондон, і протягом двох років, Джоан відкидає дорогі подарунки, які він приносить їй. Вона не хоче мати нічого спільного з моряком. Тоді Джек використовує обман, щоб переконати Джоан вийти за нього заміж.

## У ролях
- Джон Гілберт — Джек
- Воллес Бірі — Штатив
- Джим Таллі — Імбир
- Лейла Хайамс — Джоан
- Поллі Моран — Поллі
- Доріс Ллойд — Флоззі